# Mack (nave)
La parola mack indica nella costruzione navale, specialmente di alcuni tipi di unità militari, una struttura in metallo a forma di grosso albero che serve a sostenere le grandi e pesanti antenne dei radar e ad alloggiare nella parte interna, che è cava, le condotte di emissione dei gas di scarico delle macchine motrici. Ciò consente di risparmiare e recuperare spazio sul ponte, evitando l'impiego di alberi più grandi e ingombranti. La parola mack è formata dalla contrazione di must (albero) e stack (fumaiolo), e indica  appunto questa tipologia di costruzione navale che combina un albero integrandolo nel fumaiolo.

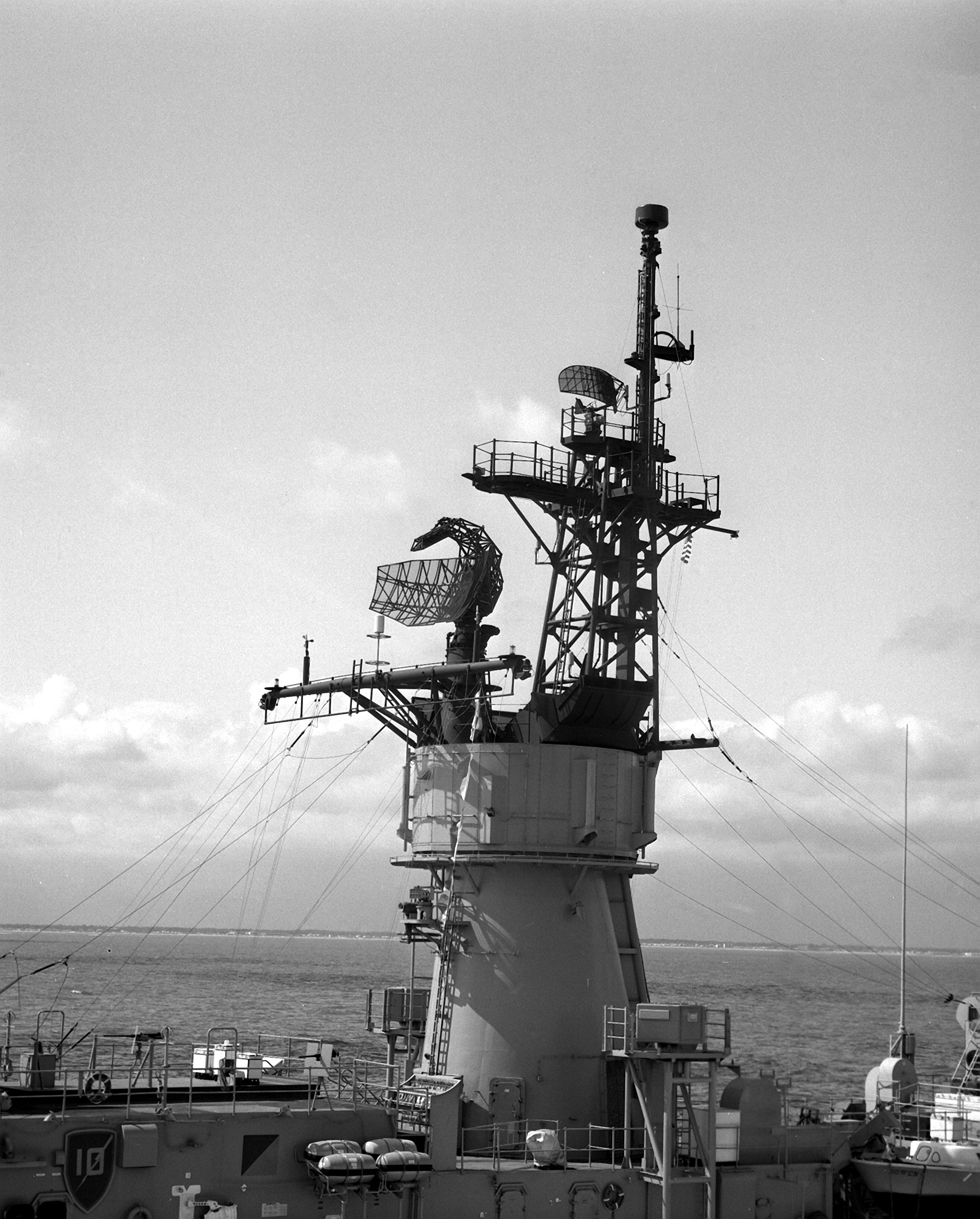
Vista ravvicinata del mack della fregata Bowen.

Sebbene i mack fossero molto apprezzati nell'ingegnaria navale del dopoguerra, essendo impiegati ampiamente dagli anni '50 agli anni '70, in seguito divennero molto impopolari a causa dei loro difetti intrinseci, perché i gas di scarico creavano problemi di corrosione alle delicate apparecchiature dei radar.